# Оз, Мехмет
Мехмет Оз (тур. Mehmet Öz, англизированной как Oz) — американский врач турецкого происхождения, ведущий популярной телепередачи «Шоу доктора Оза» («Dr. Oz. Show»).

## Биография
Мехмет Оз родился в 1960 году в американском штате Огайо в семье турецких иммигрантов. В 1955 году его отец, Мустафа Оз, получил грант, который позволил ему повысить квалификацию и практиковать в Соединенных Штатах. Его мать, Суна Оз, происходила из богатой семьи стамбульского фармацевта.
Мехмет Оз окончил Гарвардский университет и получил докторскую степень в университете Пенсильвании. С 2001 года возглавлял хирургический отдел Колумбийского университета и преподавал в Нью-Йоркском Пресвитерианском госпитале.

## Телевидение
Начиная с 2001 года Оз регулярно появляется на телевидении, радио и других средствах массовой информации. В течение пяти сезонов он вёл медицинскую рубрику в знаменитом шоу Опры Уинфри. Его приглашали на такие популярные ТВ-шоу как «Вечер с Ларри Кингом», «Доброе утро, Америка», «Сегодня» и т. д. В настоящее время ведёт собственную программу — «Шоу доктора Оза». Он также является автором книг: «ТЫ: инструкция по применению», «ТЫ: на диете», «ТЫ: остаёшься молодым» и другие.
В 2016 году Оз сыграл самого себя в комедийном сериале от телеканала Pop — «На ночь глядя».

## Премии и награды
В 2008 году популярный журнал TIME поставил его на 44 место в списке «100 самых влиятельных людей мира», а журнал Esquire включил его в список «Самых влиятельных людей XXI века» (75 место).
Другие премии и награды:
- Включён в список  лучших врачей года по версии журнала New York Magazine[13]
- Список 500 самых влиятельных мусульман мира в 2009 г.[14]
- Дневная премия «Эмми» за лучшее ток-шоу (2010, 2011)
- Дневная премия Эмми за лучшее информационное ток-шоу (2011, 2012, 2013)

## Семья
Оз живёт в Нью-Джерси со своей женой Лизой, на которой он женат с 1985 года. У них четверо детей: Дафни, Арабелла, Зои и Оливер. Оз свободно говорит на английском и турецком языках и имеет двойное гражданство: турецкое и американское.